# Jean de Coras
Jean de Coras, né le 3 décembre 1515 à Réalmont et mort le 4 octobre 1572 à Toulouse, est un grand jurisconsulte et professeur de droit, puis conseiller au parlement de Toulouse. Humaniste, « illustre » et « clarissimus », il meurt victime de la Saint-Barthélemy toulousaine. Il est célèbre pour avoir instruit l'« affaire Martin Guerre » et en avoir laissé le récit.
Il est, par ailleurs, le grand-père du poète Jacques de Coras.

## Biographie

### Jeunesse et formation
Né en 1515 à Réalmont, dans l'Albigeois, il grandit à Toulouse où son père, Jean Coras, est avocat au parlement. Il suit lui-même des études de droit civil et de droit canon à l'université, où il aurait été un étudiant particulièrement précoce et talentueux. En 1533, il est déjà de cours à l'université. Il fréquente successivement les universités d'Angers, Orléans, Paris. En 1536, il se rend à Padoue, puis passe son doctorat à Sienne qu'il obtient des mains de Philippe Dèce.

### Carrière

#### Enseignant de droit
De retour à Toulouse, il se consacre à l'enseignement et donne des répétitions privées de droit aux étudiants. En 1537, il est recruté en tant que suppléant par la faculté de droit. L'université de Toulouse est alors touchée par de profonds changements, liés d'une part au bouleversement culturel et pédagogique que représente l'humanisme et d'autre part à la diffusion des idées de Réforme protestante. En 1532, Jean de Boyssonné, professeur de droit, accusé d'hérésie par l'Inquisition toulousaine, n'a échappé à la mort qu'après s'être publiquement rétracté ; en 1534, Étienne Dolet, encore étudiant, a été expulsé de la ville pour avoir fomenté des troubles. Pourtant, Jean de Coras intègre le cercle des amis de Jean de Boyssonné. En 1540, après le départ de ce dernier pour le parlement de Chambéry, où il est devenu conseiller, Jean de Coras est nommé régent et obtient la chaire de droit civil. Ses cours connaissent un grand succès. En 1541, il fait publier un de ses commentaires, les Commentaires sur l'héritage des enfants, dédiés à Jean de Bertrand.
En 1542, sa mère, Jeanne de Termes, meurt en lui léguant tous ses biens et propriétés, mais le testament est attaqué par son père : en 1544, le parlement tranche en faveur du fils. La même année, il épouse Catherine de Boyssonné, une parente de Jean de Boyssonné.
En 1545, Jean de Coras obtient une chaire de professeur de droit civil à l'université de Valence, dans le Dauphiné. En 1548, il fait publier à Lyon un traité sur le droit bénéficial, dédié à Charles de Lorraine, archevêque de Reims, le « cardinal de Guise ». Entre 1549 et 1551, il enseigne à l'université de Ferrare, dans l'une des plus importantes facultés de droit européennes. Il rentre à Toulouse à la mort de son épouse. 

#### Magistrat
Henri II profite de la présence en France de Coras pour le consulter sur ses négociations avec Hercule d'Este, duc de Ferrare, et Hippolyte d'Este, archevêque d'Auch, le « cardinal de Ferrare ». Il le remercie en lui accordant le poste qu'il convoitait : en janvier 1553, Jean de Coras est nommé conseiller au parlement de Toulouse. C'est à ce titre que, en 1560, il instruit l'affaire Martin Guerre.
Jean de Coras épouse Jacquette de Bussi, veuve, sa cousine, nièce d'un conseiller au parlement, dont il est très amoureux. Tous deux sont calvinistes. Jean de Coras a sans doute été gagné au protestantisme sous l'influence de son ami Jean de Boyssonné, et lors de son séjour à Ferrare, centre des exilés protestants. Au parlement, Jean de Coras devient un des chefs de file du parti réformé, qui compte en 1561 une trentaine de parlementaires. 

#### Guerres de Religion
En 1562, dans un contexte d'aggravation des tensions religieuses entre protestants et catholiques à Toulouse et dans le reste de la France, les confrontations débouchent en un véritable affrontement : le massacre des protestants à Wassy par une troupe catholique menée par le duc François de Guise marque le début de la première guerre de Religion. Après la prise d'Orléans, puis celle de Lyon par les protestants, en avril, c'est à Toulouse que les protestants prennent les armes, le 12 mai. Si Jean de Coras n'a pas participé à l'organisation du soulèvement, il n'y prend pas moins part. Mais, après une semaine de combats de rue, les protestants sont battus et quittent la ville. 
Jean de Coras, qui s'enfuit en Navarre, est privé de sa charge de conseiller au parlement. Il devient chancelier du royaume de Navarre[réf. nécessaire]. En 1563, à la faveur de l'édit d'Amboise qui ramène la paix, il est rétabli dans sa charge de conseiller et rentre à Toulouse. Il continue cependant à être inquiété pour ses convictions religieuses : en 1565, il est excommunié par l'évêque d'Albi et cardinal Laurent Strozzi, cousin de la reine, Catherine de Médicis, qui joue un rôle décisif dans la lutte contre les protestants dans le Midi. Jean de Coras perd à nouveau sa charge de conseiller, mais il la récupère sur ordre du roi Charles IX en 1566.
L’année suivante, alors que la guerre reprend entre catholiques et protestants, il est à nouveau obligé de quitter la ville. En 1568, il participe à la mise en défense de la Rochelle où, après avoir expulsé les catholiques et proclamé une république, les protestants de la ville sont sous la menace des troupes royales menées par Blaise de Monluc et Guy Chabot. C'est probablement à ce moment qu'il rédige sa Question politique : S'il est licite aux subjects de capituler avec leur Prince, dans laquelle il défend l'idée d'une monarchie limitée, contractuelle et consultative, et le droit pour les sujets d'un royaume de se révolter contre leur roi s'il agit en tyran. En 1570, ses biens sont confisqués par ordre du parlement de Toulouse. Après la paix signée à Longjumeau en mars 1568, Jean de Coras se retire à Réalmont.

### Mort
En 1572, à la suite d'un nouveau procès, Jean de Coras est réintégré et il rentre à Toulouse. Mais le 31 août 1572, la nouvelle des massacres parisiens de la Saint-Barthélémy arrive à Toulouse. Malgré les mesures prises par les capitouls pour maintenir l'ordre, dans la nuit du 3 au 4 octobre, deux à trois cents personnes sont massacrées dans la ville. Trois conseillers au parlement – François Ferrières, Antoine de Lacger et Jean de Coras – sont pendus, revêtus de leur robe rouge de magistrat.
Dans ses mémoires sur les guerres de Religion, Jacques Gaches écrit : « Quant aux conseillers, ils furent pendus à l'ormeau du palais avec leurs robes longues et leurs maisons et celles de tous les autres pillées et saccagées ». Leurs corps furent portés au lieu-dit du cimetière des protestants, à Vigoulet-Auzil.

## Mariage et descendance
En 1544, Jean de Coras épouse Catherine de Boyssonné (morte vers 1552), parente de Jean de Boyssonné. Ils ont une fille :
- Jeanne de Coras (née vers 1544), mariée en 1572 à Antoine de Lacger, conseiller au parlement, exécuté en même temps que Jean de Coras.

En 1560, Jean de Coras épouse Jacquette de Bussi (morte vers 1574). Ils ont un fils :
- Jacques de Coras, prévôt de Réalmont en 1580, marié à Jeanne de Maleville.

## Œuvres

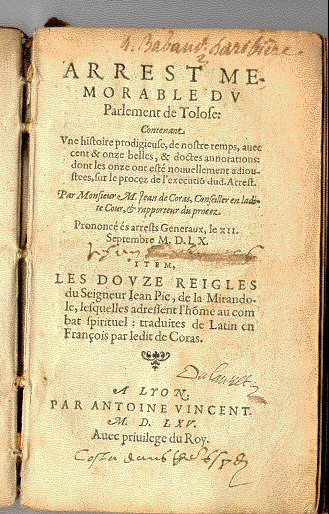
L'Arrest Memorable...publié en 1565, œuvre la plus célèbre de Jean de Coras.

- Tolosatis jurisconsulti In titul. C. de impuberum, Toulouse, 1541[6].
- Marci Tullii Ciceronis elegans ac perutile compendium Autore Petro Lagnerio, Toulouse, Guyon Boudeville, 1541[7].
- In Universam sacerdotiorum materiam... paraphrasis, Lyon, Dominique de Portonariis & Mace Bonhomme, 1548[8] ; Paris, Arnaud L'Angelier, 1549 ; Toulouse, Jean-Dominique Camusat & Pierre d'Esquey, 1687[9].
- Miscellaneorum juris civilis, libri sex. Ad sapientissimos viros Petrum Fabrum praesidem Tolosanum, Lyon, Guillaume Rouillé, 1549[10].
- In Titulum Codicis Iustiani, De Iure Emphyteutico, Lyon, Guillaume Rouillé, 1550.
- De actionibus, Lyon, Antoine Vincent, 1555.
- Des Mariages clandestinement et irreveremment contactes par les enfans de famille au deceu ou contre le gré, vouloir et consentement de leurs Peres et Meres, petit discours… A trêcretien… prince Henri deuxieme… Roy de France, Toulouse, Pierre du Puis, 1557[11].
- Altercacion en forme de Dialogue de l'Empereur Adrian et du Philosophe Epictéte… rendu de Latin en François par monsieur maître Jean de Coras, Toulouse, Antoine André, 1558[12].
- De iuris Arte libellus, Lyon, Antoine Vincent, 1560.
- L'Arrest Memorable, Lyon, Antoine Vincent, 1579[13] : récit de l'affaire Martin Guerre, de l'arrivée des Guerre à Artigat jusqu'à l'exécution d'Arnaud du Tilh[1].
- Jureconsulti clarissimi, senatorisque Regii Tolosae meritissimi, Toulouse, Guillaume Regnoult, 1567[14].
- Arrestum sive Placitum parlamenti Tholosani, Frankfurt, Claude de Marne & Johann Aubry, 1588[15].
- Petit discours des parties et office d'un bon et entier juge, Lyon, Vincent Barthélémy, 1596[16].
- Memorabilium senatusconsultorum summae apud Tolosates curiae ac sententiarum, tum scholasticarum, tum forensium, Lyon, Vincent Barthélémy, 1600[17].
- Jureconsulti clarissimi, primum in præcipuis sex academiis Galliæ, & Italiæ, Andegavi, Aureliis, Lutetiæ Parisiorum, Tolosæ, Valentiæ Allobrogum, & Ferrariæ professoris publici celeberrimi, Witteberg, 1603[18].

## Hommages
Il existe une rue Jean-Coras au cœur de la bastide de Réalmont. De même, le 26 avril 1974, le conseil municipal de Toulouse a attribué son nom à une voie nouvelle du quartier de la Côte Pavée.